# Tournoi de clôture du championnat d'Haïti de football 2009
Navigation
Tournoi précédent Tournoi suivant
Le tournoi de clôture de la saison 2009 du Championnat d'Haïti de football est le second tournoi saisonnier de la dix-neuvième édition de la première division à Haïti. Les seize meilleures équipes du pays sont regroupées au sein d’une poule unique où elles s’affrontent une seule fois. À l’issue du tournoi, un classement cumulé des 2 tournois de l’année est fait afin de déterminer les deux formations reléguées en Division 2 et les deux clubs devant disputer les barrages de promotion-relégation.
C'est le Racing Club Haïtien qui remporte la compétition après avoir terminé en tête du classement final, à égalité de points avec l'AS Cavaly, qu'il devance grâce à une meilleure différence de buts particulière. Violette AC complète le podium, à deux points du duo de tête. C'est le onzième titre de champion d'Haïti de l'histoire du RC Haïtien.

## Les clubs participants
| - Violette AC - JS Capoise - AS Cavaly - AS Mirebalais - AS Capoise - Dynamite Saint-Marc - Don Bosco FC - Baltimore SC | - Racing Gonaïves - Aigle Noir AC - Tempête FC - AS de Carrefour - Racing Club Haïtien - AS Saint-Louis du Nord - Victory SC - ASPDIF |

## Compétition
Le barème de points servant à établir le classement se décompose ainsi :
- Victoire : 3 points
- Match nul : 1 point
- Défaite : 0 point

### Classement
| Rang | Équipe                 | Pts | J  | G | N | P  | Bp | Bc | Diff |
| ---- | ---------------------- | --- | -- | - | - | -- | -- | -- | ---- |
| 1    | Racing Club Haïtien    | 28  | 15 | 8 | 4 | 3  | 19 | 9  | +10  |
| 2    | AS Cavaly              | 28  | 15 | 8 | 4 | 3  | 16 | 7  | +9   |
| 3    | Violette AC            | 26  | 15 | 8 | 2 | 5  | 18 | 10 | +8   |
| 4    | Baltimore SC           | 24  | 15 | 5 | 9 | 1  | 13 | 4  | +9   |
| 5    | Don Bosco FC           | 24  | 15 | 5 | 9 | 1  | 15 | 5  | +10  |
| 6    | AS Mirebalais          | 24  | 15 | 7 | 3 | 5  | 16 | 7  | +9   |
| 7    | AS Saint-Louis du Nord | 24  | 15 | 6 | 6 | 3  | 15 | 8  | +7   |
| 8    | Racing Gonaïves        | 21  | 15 | 6 | 3 | 6  | 11 | 16 | -5   |
| 9    | AS de Carrefour        | 20  | 15 | 5 | 5 | 5  | 9  | 12 | -3   |
| 10   | Tempête FCT            | 20  | 15 | 5 | 5 | 5  | 14 | 10 | +4   |
| 11   | AS Capoise             | 18  | 15 | 4 | 6 | 5  | 15 | 11 | +4   |
| 12   | Victory SC             | 18  | 15 | 5 | 3 | 7  | 11 | 13 | -2   |
| 13   | Aigle Noir AC          | 16  | 15 | 4 | 4 | 7  | 10 | 15 | -5   |
| 14   | Dynamite Saint-Marc    | 16  | 15 | 3 | 7 | 5  | 10 | 14 | -4   |
| 15   | JS Capoise             | 12  | 15 | 4 | 0 | 11 | 9  | 32 | -23  |
| 16   | ASPDIF                 | 4   | 15 | 0 | 4 | 11 | 4  | 32 | -28  |

|  | Vainqueur du tournoi Clôture |
|  | T : Tenant du titre          |

### Classement cumulé
Un classement cumulé des tournois Ouverture et Clôture est fait pour désigner les barragistes et les relégués en deuxième division.
| Rang | Équipe                 | Pts | J  | G  | N  | P  | Bp | Bc | Diff |
| ---- | ---------------------- | --- | -- | -- | -- | -- | -- | -- | ---- |
| 1    | Racing Club HaïtienClo | 54  | 30 | 16 | 6  | 8  | 39 | 25 | +14  |
| 2    | AS Cavaly              | 49  | 30 | 13 | 10 | 7  | 27 | 16 | +11  |
| 3    | Tempête FCOuv          | 48  | 30 | 13 | 9  | 8  | 35 | 18 | +17  |
| 4    | AS Mirebalais          | 47  | 30 | 13 | 8  | 9  | 29 | 17 | +12  |
| 5    | Violette AC            | 46  | 30 | 13 | 7  | 10 | 31 | 24 | +7   |
| 6    | AS de Carrefour        | 45  | 30 | 12 | 9  | 9  | 24 | 19 | +5   |
| 7    | Baltimore SC           | 43  | 30 | 9  | 16 | 5  | 23 | 15 | +8   |
| 8    | AS Capoise             | 42  | 30 | 10 | 12 | 8  | 29 | 20 | +9   |
| 9    | AS Saint-Louis du Nord | 42  | 30 | 9  | 15 | 6  | 25 | 17 | +8   |
| 10   | Don Bosco FC           | 42  | 30 | 10 | 12 | 8  | 26 | 15 | +11  |
| 11   | Dynamite Saint-Marc    | 39  | 30 | 8  | 15 | 7  | 19 | 20 | -1   |
| 12   | Victory SC             | 38  | 30 | 10 | 8  | 12 | 20 | 31 | -11  |
| 13   | Aigle Noir AC          | 36  | 30 | 10 | 6  | 14 | 26 | 28 | -2   |
| 14   | Racing Gonaïves        | 33  | 30 | 9  | 6  | 15 | 22 | 35 | -13  |
| 15   | JS Capoise             | 21  | 30 | 5  | 6  | 19 | 21 | 53 | -32  |
| 16   | ASPDIF                 | 19  | 30 | 4  | 7  | 19 | 13 | 56 | -43  |

|  | Participation aux barrages de promotion-relégation                      |
|  | Relégation directe en Division 2                                        |
|  | Ouv : Vainqueur du tournoi Ouverture Clo : Vainqueur du tournoi Clôture |

#### Barrages de promotion-relégation
| Équipe 1               | Résultat | Équipe 2        | Aller | Retour |
| ---------------------- | -------- | --------------- | ----- | ------ |
| FICA (D2)              | 1 - 1    | Racing Gonaïves | 1 - 1 | 0 - 0  |
| Inter Grand-Goâve (D2) | 1 - 2    | Aigle Noir AC   | 0 - 0 | 1 - 2  |

- Les quatre formations se maintiennent dans leur championnat respectif.

## Bilan de la saison
| Championnat d'Haïti de football 2009 |                                 |
| Champion                             | Racing Club Haïtien (11e titre) |
| Promotions et relégations            |                                 |
| Promus en Division 1                 | Eclair Gonaïves                 |
| Promus en Division 1                 | América des Cayes               |
| Relégués en Division 2               | JS Capoise                      |
| Relégués en Division 2               | ASPDIF                          |